# Xã Goebel, Quận Oregon, Missouri
Xã Goebel (tiếng Anh: Goebel Township) là một xã thuộc quận Oregon, tiểu bang Missouri, Hoa Kỳ. Năm 2010, dân số của xã này là 247 người.